# Iglesia de Santa María (La Clua)
Santa María de la Clua, o Santa María de la Clua de Montsec es una iglesia románica del pueblo de La Clua, del término de San Esteban de la Sarga, en el Pallars Jussá en la provincia de Lérida.
No se tiene mucha documentación, pero se sabe que entre el siglo XIV y el XIX dependió del monasterio de Santa María de Lavaix.
Es de una sola nave de tres tramos, con dos arcos torales, pero acortada en su último tramo por el lado de poniente. La planta de la nave es ligeramente irregular, ya que se estrecha conforme se va acercando al ábside. La bóveda es de cañón, de medio punto de ladrillo.

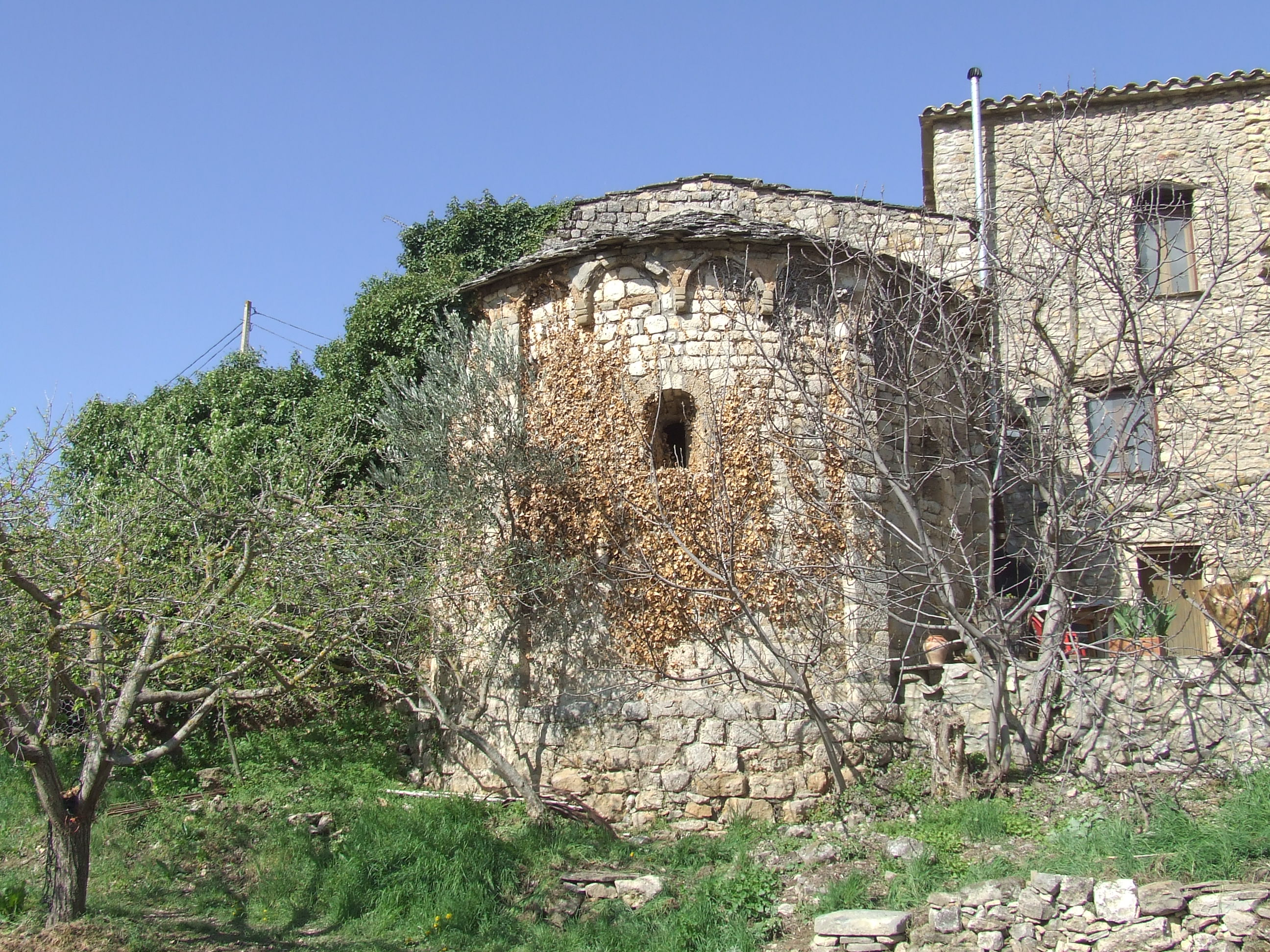
Ábside exterior de la iglesia.

Tiene ábside semicircular, abierto a la nave a través de un arco triunfal en degradación. En el exterior, el ábside tiene tres ventanas de doble derrame.
La fachada de poniente, donde está la puerta actual, presenta un aspecto extraño, ya que se ve un tramo de nave en el exterior, que forma como una especie de atrio. La puerta original estaba en el sur, donde aún está, tapiada. Dos ventanas de doble derrame completan la fachada meridional.
Tiene arcos y bandas lombardas como decoración en la cabecera, pero el templo fue alzado en época moderna. Está datado, de finales del siglo XI. Aún se ve el alero original, biselado, encima de las arquerías con ménsulas que son muy sencillas. Todo ello nos remite a una iglesia del siglo XII.
Está en muy mal estado, dado el gran grado de abandono en que se encuentra, pero, además, el hecho de que falte un tramo de la nave y los muros estén regruesados hasta el punto de ocultar las pilastras de los arcos torales indican que ya en su momento sufrió algún tipo de derrumbe o accidente en su estructura que la afectó de manera importante.